# Particle-size distribution
Particle Size Distribution (acronimo PSD), in ambito scientifico e nel contesto industriale, rappresenta la curva di distribuzione dimensionale di un materiale.

## Applicazioni
Il monitoraggio di tale variabile in fasi produttive, permette di regolare le proprietà del prodotto finale sotto molteplici punti di vista. La PSD può infatti indirizzare il comportamento di una vasta gamma di proprietà quali la solubilizzazione, il comportamento reologico e meccanico, la risposta ottica e molto altro ancora.
Alcuni esempi di ambiti in cui diviene molto importante un accurato controllo della PSD sono lo studio e la classificazione dei suoli nell'ingegneria civile, l'ambito farmaceutico (data l'incidenza sulla biodisponibilità e solubilizzazione per esempio), il processo di produzione cartario (dove controlla ritenzione, formazione, reologia e ottica), la produzione di cementi, la sintesi di polimeri e vernici, il monitoraggio ambientale delle polveri in aria, e lo studio delle nubi e delle piogge in meteorologia.

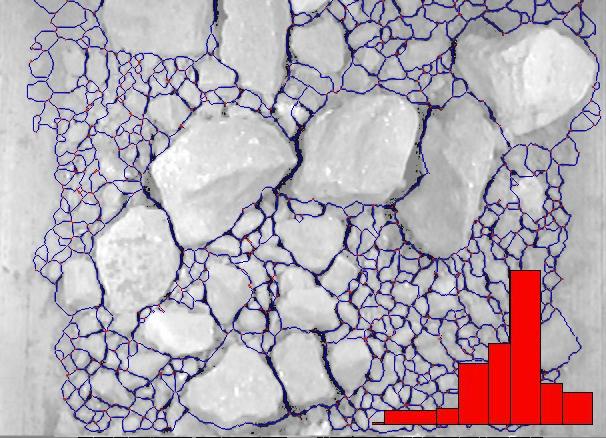
Esempio di Particle Size Distribution (rappresentato sotto forma di istogramma, in basso a destra) di un materiale granulare setacciato. L'ascissa (posizione delle barre) indica la dimensione delle particelle, mentre l'ordinata (altezza delle barre) indica il numero di particelle aventi una certa dimensione. Nel grafico non sono indicati i valori delle ascisse e delle ordinate.
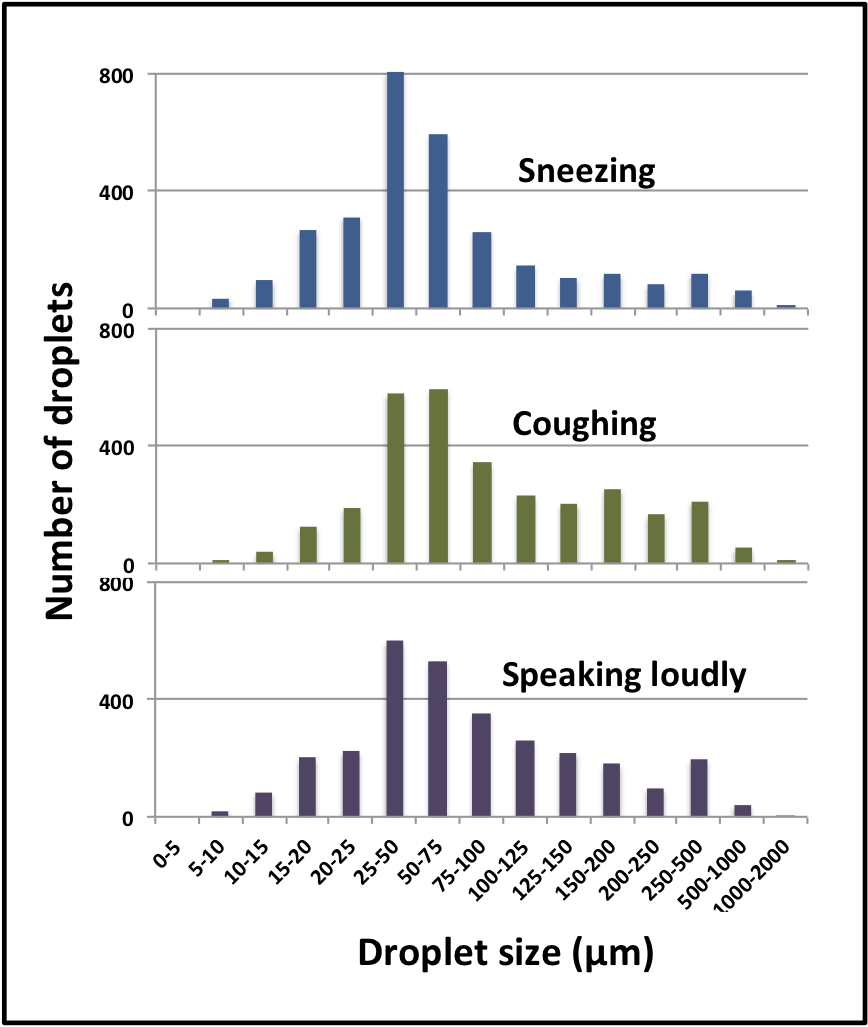
Particle Size Distribution di goccioline (droplet) prodotte dai starnuti, dalla tosse e dal parlare a voce alta.
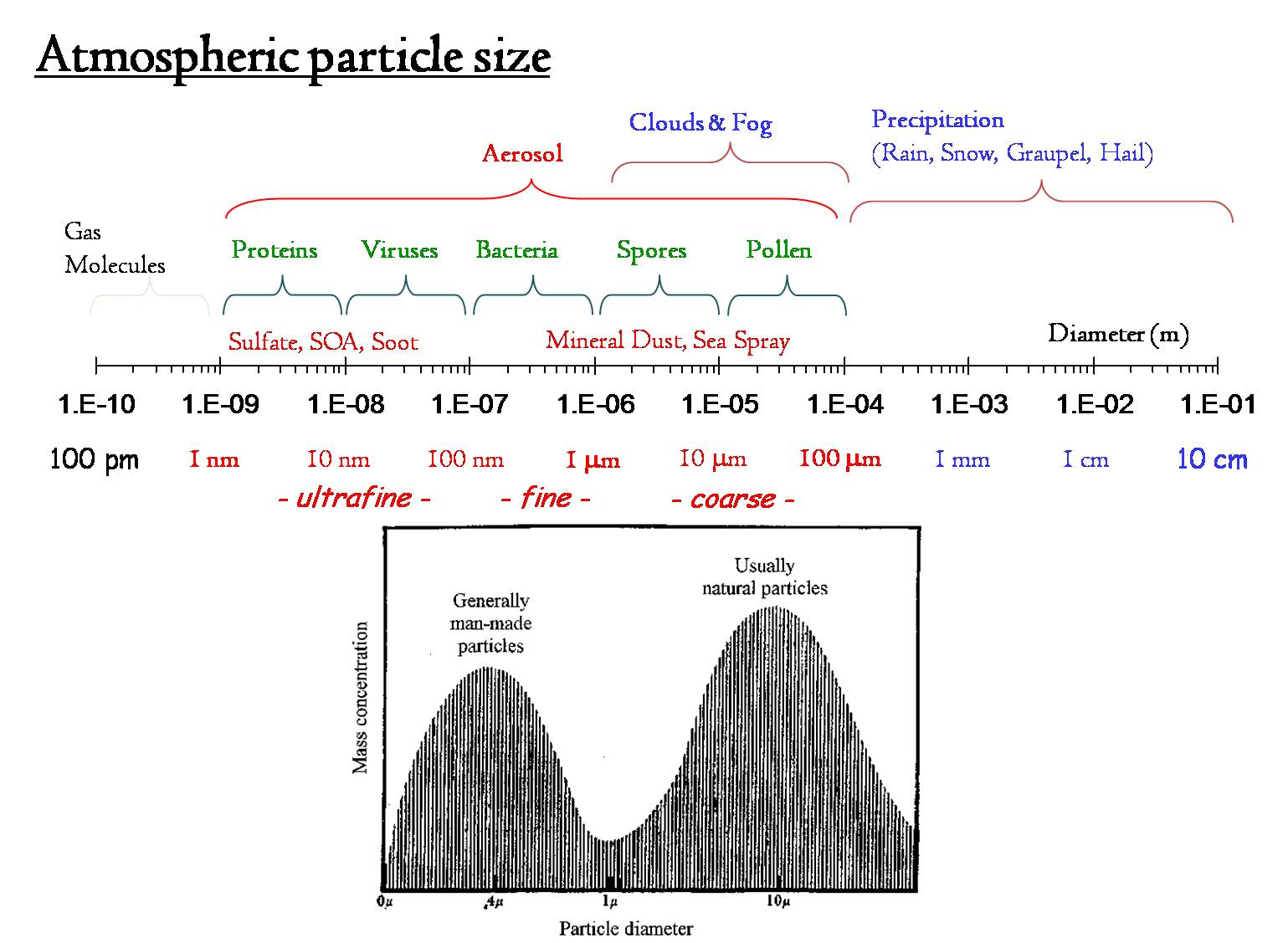
Particle-size distribution (grafico in basso) di particelle contenute nell'atmosfera.

## Valutazione
Esistono differenti tecniche analitiche che permettono una valutazione statistica delle dimensioni, sfruttando principi ottici come la diffrazione di una sorgente laser (LLS laser light scattering), il bloccaggio della luce (SPOS single particle optical sizing), l'analisi delle immagini e la più comune microscopia ottica.
La valutazione della PSD è eseguita applicando modelli matematici e statistici ai dati che compongono le curve ottenute. Tra i più significativi indicatori si annoverano il D10, D50 e D90 (talvolta indicati con X o ancora con Dv in alternativa alla D), seguite da un numero la cui unità di misura, nel caso di polveri, può essere ad esempio il micron (millesimo di millimetro). Questi dati stanno ad indicare rispettivamente che il 10, il 50 ed il 90% delle particelle analizzate hanno dimensioni al di sotto dei micron rispettivamente. Lo SPAN è l'indice che mette in correlazione il D90, D10 e D50, attraverso la seguente formula: (D90-D10)/D50. La valutazione del PSD ed il calcolo dello SPAN, possono avere valori estremamente differenti andando a valutare il numero o il volume occupato dalle particelle in esame.

Principio di funzionamento della tecnica Laser diffraction analysis
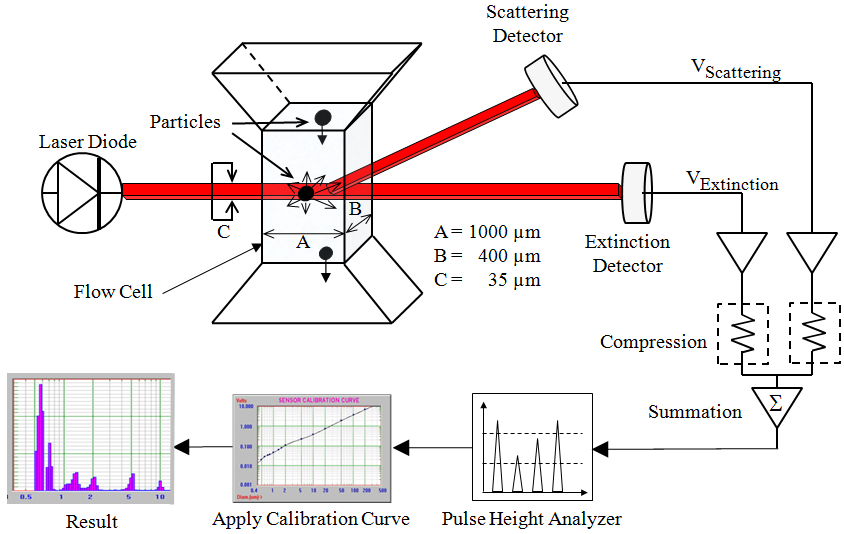
Principio di funzionamento della tecnica Single Particle Optical Sizing (SPOS)
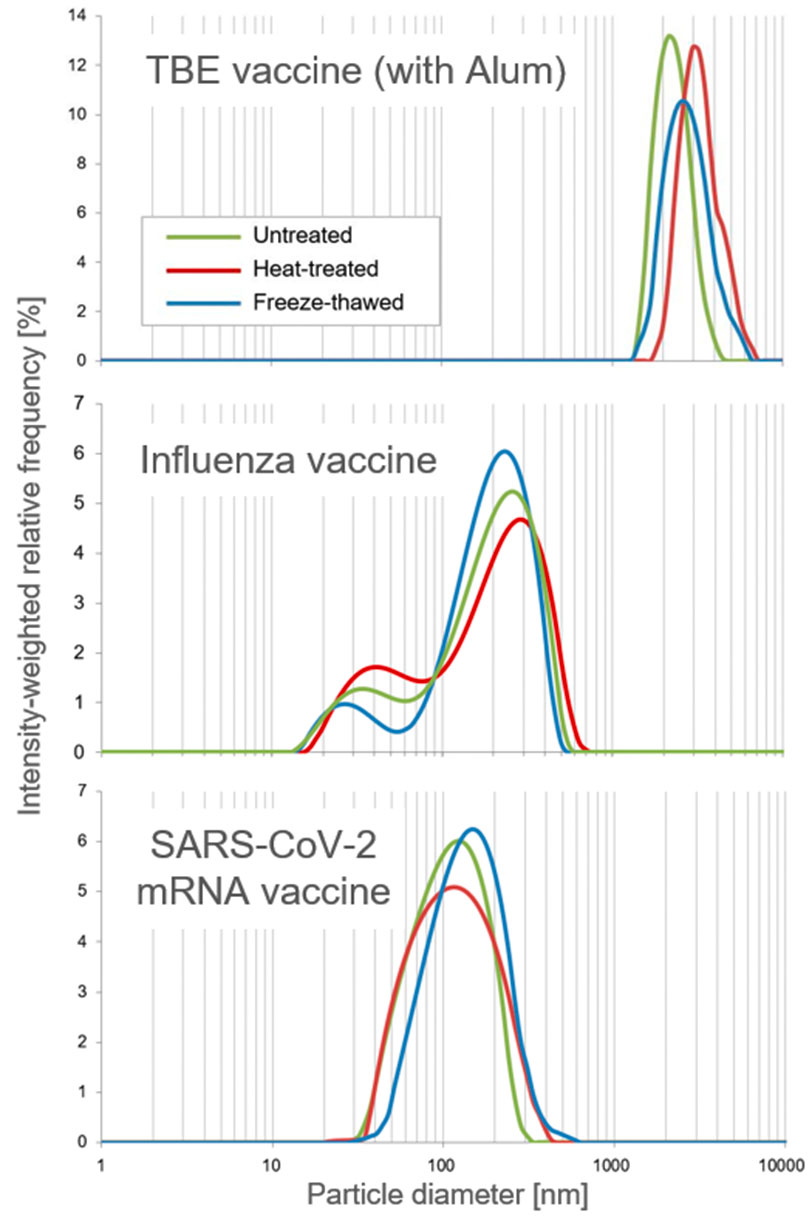
Grafici di Particle Size Distribution di differenti vaccini antivirali, ottenuti attraverso diffusione dinamica della luce.
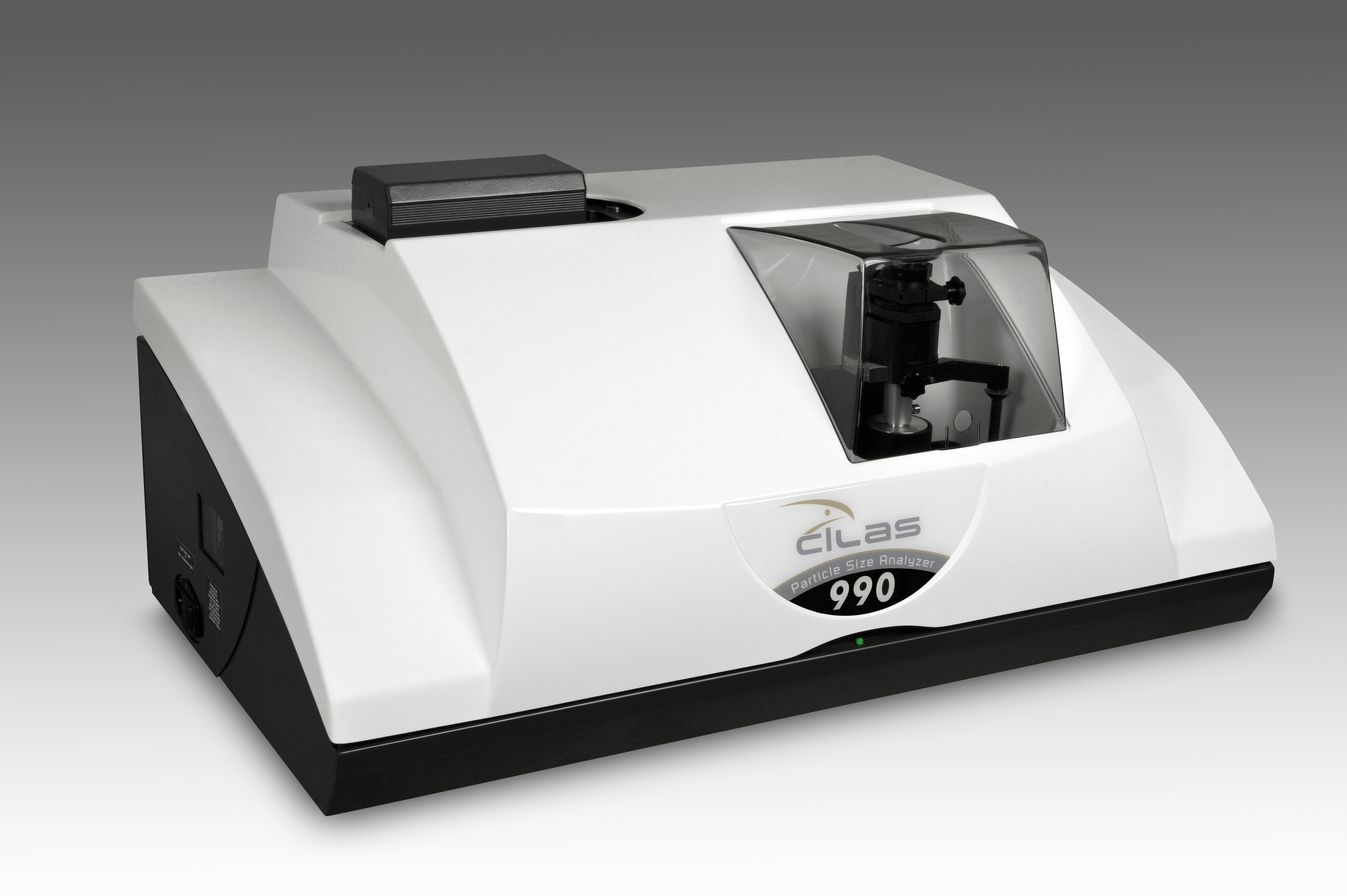
Esempio di analizzatore per la valutazione della dimensione di particelle